# 2月10日 (旧暦)
旧暦2月10日（きゅうれきにがつとおか）は、旧暦2月の10日目である。六曜は大安である。

## できごと
- 永保元年（ユリウス暦1081年3月22日） - 辛酉革命により承暦から永保に改元[要出典]
- 長治元年（ユリウス暦1104年3月8日） - 康和から長治に改元
- 承安2年（ユリウス暦1172年3月6日） - 平清盛の子・徳子（後の建礼門院）が高倉天皇の中宮に
- 文治3年（ユリウス暦1187年3月21日） - 源義経が奥州平泉の藤原秀衡のもとに逃げ込む
- 弘和元年/永徳元年（ユリウス暦1381年3月6日） - 辛酉革命の為、南朝が天授から弘和に改元
- 天文19年（ユリウス暦1550年2月26日） - 二階崩れの変
- 明治3年（グレゴリオ暦1870年3月11日） - 天体観測・暦作成の職務を土御門家から大学に移管

## 誕生日
- 明暦3年（グレゴリオ暦1657年3月24日） - 新井白石、江戸幕府老中・儒学者（+ 1725年）
- 文政2年（グレゴリオ暦1819年3月5日） - 毛利敬親、長州藩主（+ 1871年）
- 慶応4年（グレゴリオ暦1868年3月3日） - 新海竹太郎、彫刻家（+ 1927年）
- 明治5年（グレゴリオ暦1872年3月18日） - 西田天香、宗教家・一燈園創立（+ 1968年）

## 忌日
- 宣化天皇4年（ユリウス暦539年3月15日） - 宣化天皇、28代天皇
- 嘉永4年（グレゴリオ暦1851年3月12日） - 水野忠邦、江戸幕府老中（* 1794年）